# Guaimbê
Guaimbê is een gemeente in de Braziliaanse deelstaat São Paulo. De gemeente telt 4.740 inwoners (schatting 2009).

## Aangrenzende gemeenten
De gemeente grenst aan Cafelândia, Getulina, Júlio Mesquita en Marília.